# Arméniens de Pologne
Les Arméniens de Pologne sont l'une des neuf minorités nationales légalement reconnues en Pologne, leur présence historique remontant au Moyen Âge,. Selon le recensement polonais de 2021, il y a 6 772 Arméniens de souche en Pologne. Ils sont répartis dans tout le pays, s'étant largement assimilés tout en préservant une longue tradition de présence sur place.

## Histoire

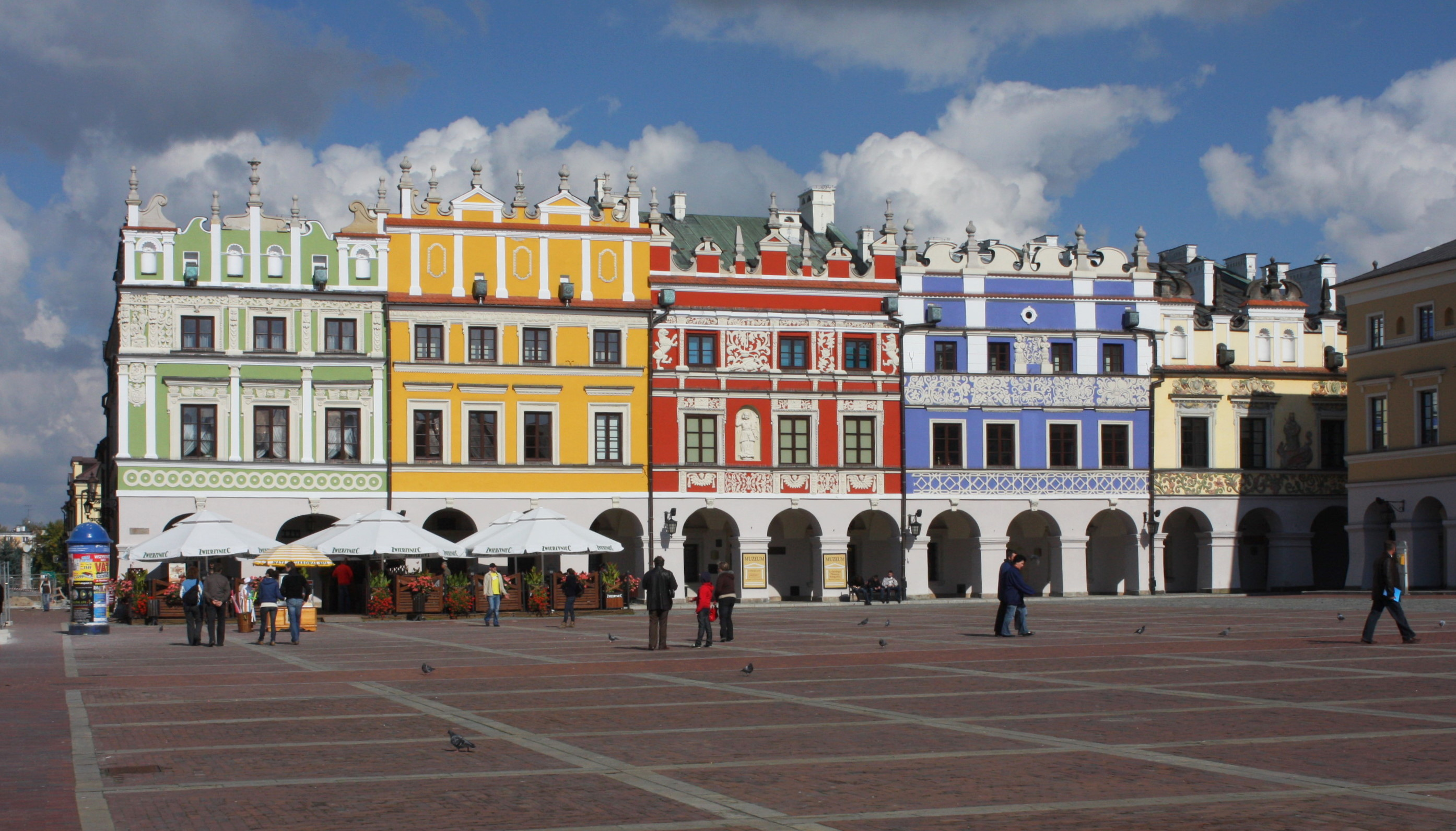
Maisons arméniennes à Zamość.

### Origines et rôle historique
L'origine de la présence arménienne dans la région remonte à la fin du Xe siècle :

« La présence arménienne dans ces régions remonte au Xe siècle. Ana, l'épouse du prince Vladimir (978-1015), était arménienne, et, selon les légendes slaves et les premières sources, les princes de Galicie et de Kiev employaient des Arméniens vivant dans ces régions en tant que mercenaires. Après la pénétration des Seldjoukides dans la Grande Arménie et la chute d'Ani en 1064, des vagues d'immigrants arméniens se dirigèrent vers le nord — vers l'ouest de l'Ukraine. De nouveaux immigrants arrivèrent au XIIe siècle. La situation politique instable a forcé de nombreux Arméniens à émigrer vers la Galicie et la Volhynie, où des colonies arméniennes existaient déjà, à Kamenets-Podolskii et dans les villages environnants. En 1250, les Arméniens s'étaient construit une église à Kamanets. »

Adolf Nowaczyński, écrivain polonais, donne le portrait suivant des Arméniens de Pologne lors des premiers temps de leur implantation :

« Bien avant la chute du Royaume de Cilicie en 1375, les Arméniens sont apparus en Pologne, invités ici par David Igorevitch, le prince de Galicie.
Le premier démembrement de leur pays entraîna une grande émigration. Les émigrés arméniens, emportant avec eux une poignée de terre natale dans un morceau de tissu, furent dispersés dans le sud de la Russie, dans le Caucase, au pays des Cosaques, tandis que 50 000 d'entre eux arrivèrent en Pologne. Dès lors, de nouveaux courants d'émigration arménienne arrivèrent périodiquement des rives du Pont vers le pays hospitalier des Sarmates, et il faut dire que ces invités, venus de si loin, se révélèrent véritablement « les le sel de la terre », un élément extrêmement utile et désirable. Ils se sont installés principalement dans les villes et sont devenus dans de nombreux endroits le noyau de la classe bourgeoise polonaise. »

Les Arméniens ont joué un rôle important dans le façonnement du paysage économique et culturel de la Pologne, laissant un impact durable grâce à leurs contributions :

« Ils se consacraient principalement au commerce et à l'artisanat. Aux XVIe et XVIIe siècles, les Arméniens introduisirent l'Orient sur le marché polonais, important de l'Est une variété de produits de luxe orientaux et fabriquant les leurs à partir de modèles orientaux pour la noblesse et les patriciens. Bien que membres d'une communauté aisée, certaines restrictions leur furent imposées, car les membres de l'Église apostolique arménienne étaient considérés comme des hérétiques dans la société polonaise. Cependant, en 1630, ils s'unirent à l'Église catholique romaine et devinrent catholiques de la liturgie arménienne, ce qui fit progresser leurs processus d’assimilation. »

### Fin du Moyen Âge et début des temps modernes

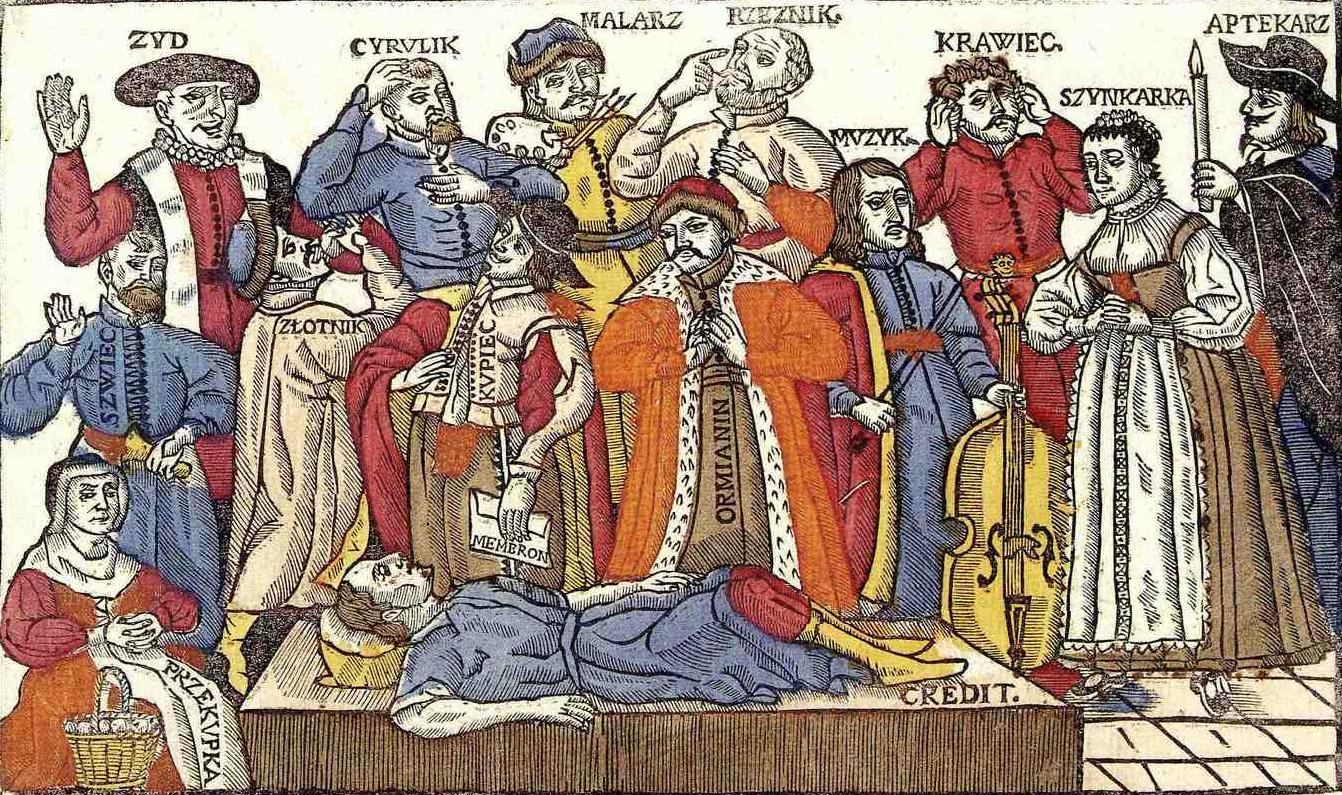
Différentes catégories sociales de la Pologne-Lituanie en 1655 ; l'Arménien est au centre (Ormianin).

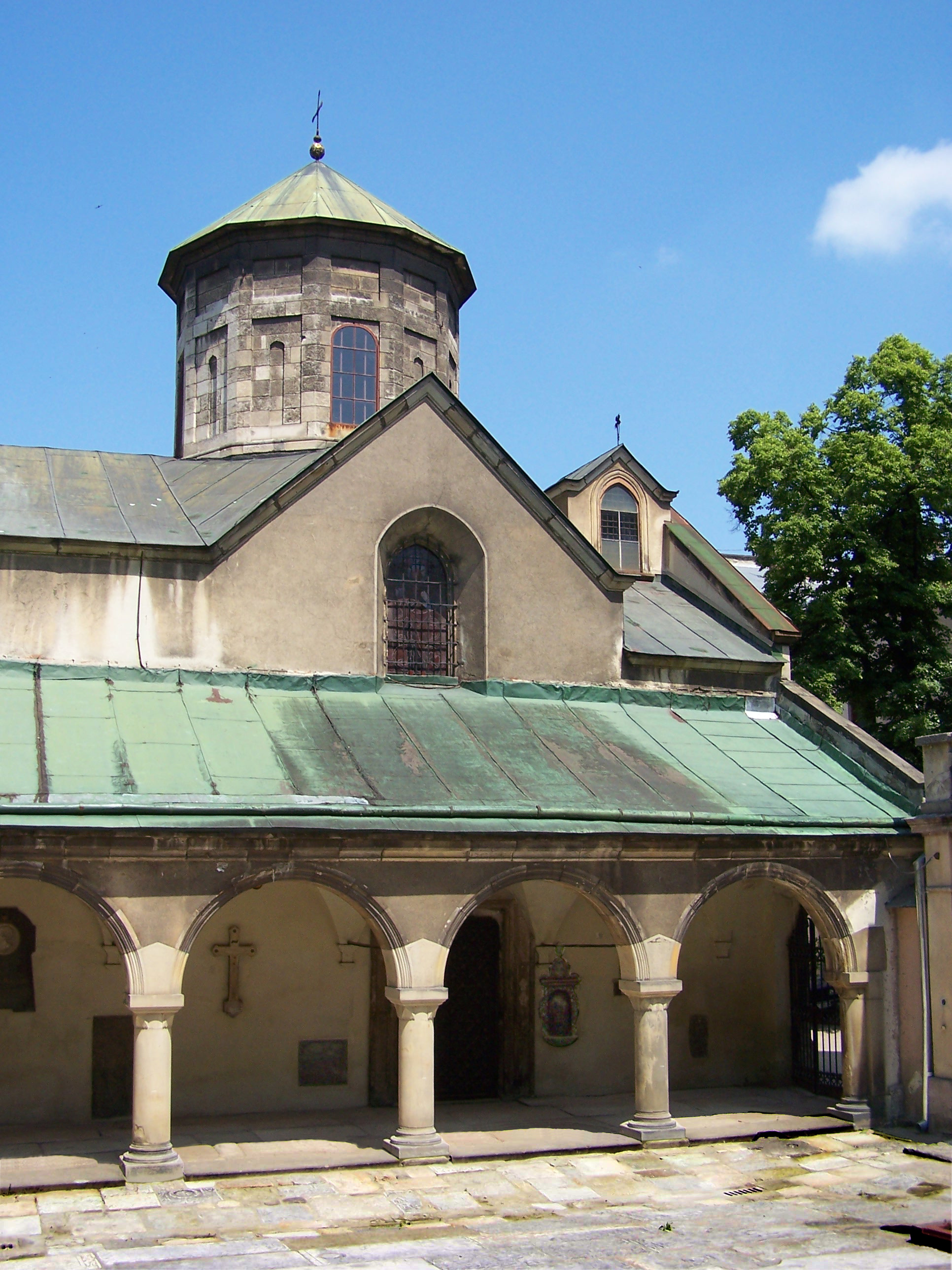
La cathédrale arménienne de Lwów fut pendant des siècles l'église arménienne la plus importante de Pologne.

Par des vagues d'immigration successives, le nombre d'Arméniens de Pologne augmenta progressivement, jusqu'à atteindre 6 000 personnes (hors Caffa). Ils furent accueillis par les rois de Pologne et bénéficièrent non seulement de la liberté religieuse, mais aussi de privilèges politiques. Casimir III (1333-1370) donna aux Arméniens de Kamieniec Podolski en 1344 et à ceux de Lwów en 1356 le droit de créer un conseil national, exclusivement arménien, connu sous le nom de « Voït ». Ce conseil, composé de douze juges, administrait les affaires arméniennes en toute indépendance. Tous les actes et délibérations officielles se sont déroulés en langue arménienne et conformément aux lois de cette nation. Les Arméniens de Lwów avaient construit une église en bois en 1183 ; en 1363, il fut remplacé par un édifice en pierre qui devint le siège des prélats arméniens de Pologne et de Moldavie.
Après que la ville de Caffa en Crimée eut reconnu volontairement la suzeraineté polonaise en 1462, elle devint, avec ses 46 000 Arméniens environ (66 % de la population de la ville), le siège de la plus grande concentration d'Arméniens sous souveraineté polonaise, ce jusqu'à la prise de la ville par les Ottomans.

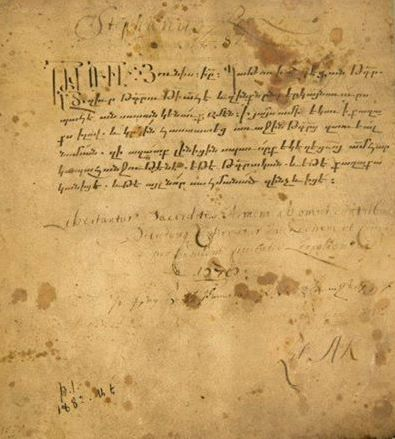
Document arménien rédigé à Lwów en 1578.

En 1516, le roi Sigismond Ier autorisa l'installation dans le centre de Lwów d'un tribunal arménien appelé Ermeni tora. La vie paisible de la communauté fut troublée en 1626 lorsqu'un abbé nommé Mikołaj Torosowicz fut ordonné évêque en 1626 par Melchisedek, un ancien coadjuteur-Katholikos d'Etchmiadzine qui soutenait la restauration de l'unité avec l'Église catholique romaine. Malgré la rupture qui a suivi entre la majorité de la communauté arménienne et les quelques adeptes de Torosowicz, la communauté arménienne est finalement rentrée en communion avec le Saint-Siège, formant ainsi l'Église catholique arménienne, qui a conservé une hiérarchie distincte et utilisé le rite arménien.
De façon générale, es Arméniens bénéficiaient de bonnes conditions de vie en Pologne, grâce notamment à la garantie d'un gouvernement arménien local autonome, de la tolérance religieuse, et de la possibilité de préserver leurs propres coutumes. Initialement installés dans les villes royales le long des routes commerciales importantes, il se fixent plus tard également dans les villes privées, attirés par les magnats polonais. Les Arméniens vivaient principalement dans le sud-est de la Pologne, leurs plus grandes communautés se situant toujours à Lwów et Kamieniec Podolski, où ils habitaient des quartiers arméniens définis qui, dotés de plusieurs églises, servaient de principaux centres religieux pour les Arméniens en Pologne. D'autres communautés arméniennes se trouvaient à Brody, Brzeżany, Horodenka, Jazłowiec, Józefgród, Łysiec, Mohylów Podolski, Obertyn, Podhajce, Raszków, Stanisławów, Studzienica, Śniatyn, Tyśmienica, Złoczów et Żwaniec. Depuis le XVIe siècle, les églises arméniennes en Pologne n'ont pas été érigées dans le style arménien, mais plutôt selon les tendances polonaises dominantes — renaissance (par exemple à Jazłowiec), baroque (par exemple à Brzeżany et Stanisławów), etc. Certains Arméniens s'installent ensuite dans d'autres parties de la Pologne-Lituanie, comme par exemple à Cracovie, Varsovie, Gdańsk, Płock, Piotrków et Vilnius,,. Entre 1655 et 1675, la communauté arménienne de Pologne s'est encore développée grâce à l'immigration en provenance de Van, Constantinople et Ispahan.
En 1660, les Arméniens de Kiev furent expulsés par les occupants russes. En 1674, les Arméniens de Kamieniec Podolski furent expulsés par les occupants ottomans et, après environ trois ans d'exil dans les Balkans, ils retournèrent en Pologne et s'installèrent principalement à Lwów, Stanisławów, Brody, Łysiec, Tyśmienica et Złoczów. La communauté arménienne de Varsovie a gagné en importance et se développe après 1672, lorsque de nombreux Arméniens ayant fui la Podolie occupée par les Ottomans s'y installent. Après que la Pologne ait repris le contrôle de la Podolie, en 1699, les Arméniens se sont à nouveau installés dans diverses villes de la région, notamment Józefgród, Mohylów Podolski, Obertyn, Raszków et Satanów. Un groupe d'Arméniens polonais a pris part à la rébellion de Syunik (en) contre la domination ottomane en Arménie dans les années 1720.

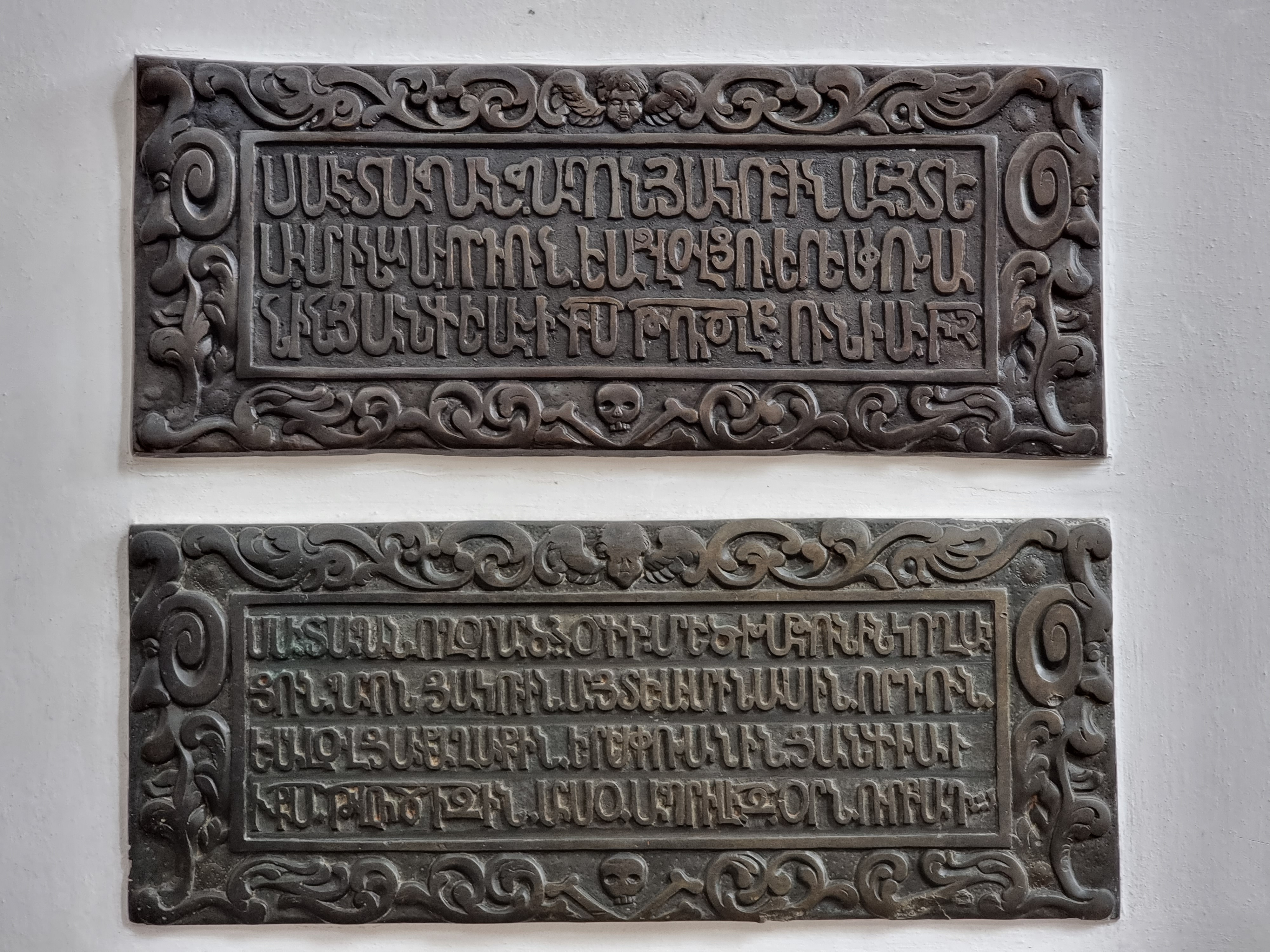
Épitaphes arméniennes du XVIIe siècle dans l'église Saint-Hyacinthe de Varsovie.

Les Arméniens se sont enrichis grâce au commerce, se spécialisant dans l'importation d'une grande variété de marchandises des marchés orientaux (Moldavie, Valachie, Turquie, Égypte, Perse, Indes, Moscovie) vers les centres commerciaux polonais, tels que Cracovie, Gdańsk, Lublin, Poznań, Jarosław, Toruń et Vilnius. Les Arméniens jouaient aussi souvent le rôle de traducteurs, de secrétaires et de diplomates pour le compte de la Pologne dans des pays plus orientaux, servant parfois même d'espions ou d'agents de renseignement polonais dans les pays turcs et tatars, et d'agents de contre-espionnage en Pologne. Le premier Arménien connu à servir dans la diplomatie polonaise fut un interprète de la première mission polonaise auprès de l'Empire ottoman en 1415. Sefer Muratowicz, diplomate polonais d'origine arménienne, a contribué quant à lui à l'établissement des relations entre l'Iran et la Pologne. Les Arméniens ont également négocié des rançons ou racheté eux-mêmes les captifs polonais de l'esclavage turc et tatar. Certains Arméniens de Pologne ont même servi dans la diplomatie d'autres pays, notamment la Suède, la Valachie et l'Autriche.

### Des partages à la Seconde guerre mondiale

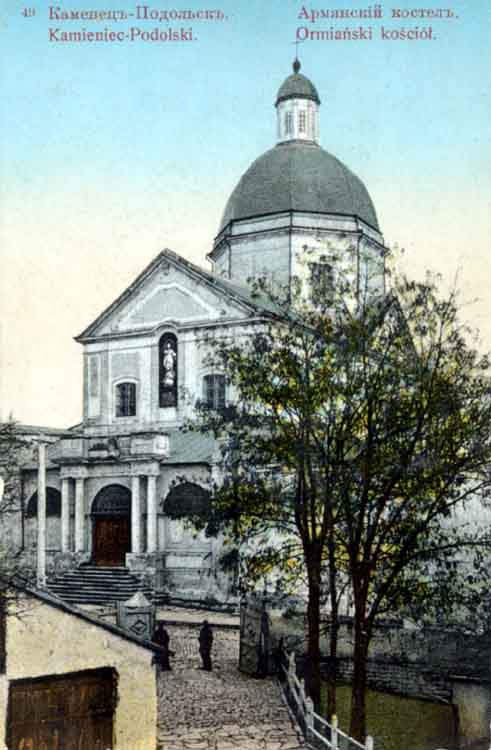
L'Église catholique arménienne Saint-Nicolas de Kamieniec Podolski vers 1900.

Après les partitions de la Pologne à la fin du XVIIIe siècle, la plupart des Arméniens polonais se sont retrouvés dans la partition autrichienne. À la fin du XVIIIe siècle, les autorités autrichiennes dissolvent les écoles religieuses arméniennes pour enfants et le Collège arménien de Lwów, n'autorisant le maintien que d'une seule école arménienne, active jusque dans les années 1860 à Kuty. La communauté arménienne de Pologne, désormais divisée, maintient des contacts avec les Arméniens des régions voisines de Bucovine et de Bessarabie, alors qu'elle avait très rarement des contacts avec les Arméniens d'Arménie ou avec d'autres diasporas arméniennes. Le dernier archevêque arménien de Pologne, Józef Teodorowicz (en), était membre du Sénat austro-hongrois, aux côtés de ses collègues catholiques romains et grecs-catholiques.
Une faculté de langue arménienne est créée à l'Université de Lwów en 1904.
Comme la majeure partie de la Podolie est tombée aux mains des Russe et que les Arméniens y résidant ont été coupés de fait de la cathédrale arménienne de Lwów, Mohylów Podolski est désigné comme siège d'un évêque catholique arménien local (le seul de l'Empire russe). La communauté arménienne de Varsovie s'est encore développée au XIXe siècle, en raison de l'immigration d'Arméniens du Caucase et de Russie. À la fin du XIXe siècle, la maîtrise de l’arménien parmi les Arméniens de Pologne avait presque complètement disparu. Les Arméniens se polonisent et prennent même part aux soulèvements polonais contre la domination étrangère. Certains militants cherchent également à rétablir une Arménie indépendante ou à obtenir une protection internationale pour les Arméniens contre les massacres perpétrés par les Turcs.

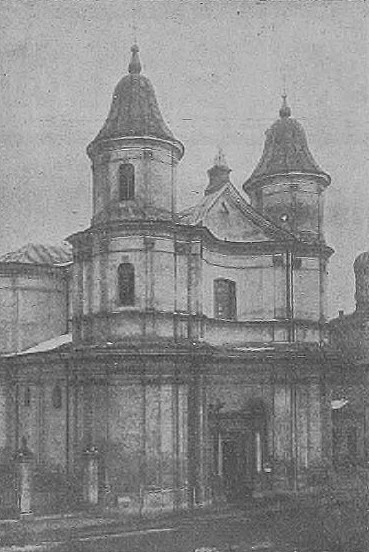
L'Église arménienne catholique de Stanisławów dans les années 1930.

Au début du XXe siècle, il y avait environ 6 000 Arméniens en Pologne, vivant principalement en Galicie orientale (aujourd'hui Ukraine occidentale). Les Polono-Arméniens faisaient partie intégrante du mouvement visant à restaurer l'indépendance de la Pologne pendant la Première Guerre mondiale.
En 1916, l'archevêque Józef Teodorowicz tenta d'amener à Lwów plusieurs milliers de survivants arméniens du génocide arménien, mais ce fut en vain, ce en raison de l'attitude hostile des autorités autrichiennes, alliées de la Turquie. La communauté arménienne de Pologne et les Polonais ont soutenu les efforts visant à restaurer une Arménie indépendante après la Première Guerre mondiale. La Société polono-arménienne a été fondée par un groupe de Polonais et d'Arméniens à Lwów en 1920, qui, après l'invasion de l'Arménie par l'Armée rouge, préconisaient l'admission de 40 000 Arméniens du Caucase et de Russie en Pologne, ce qui s'avère toutefois impossible en raison de l'occupation soviétique.

### De la Seconde Guerre mondiale à l'après-guerre
Pendant la Seconde Guerre mondiale, le sud-est de la Pologne est occupé à plusieurs reprises par l'Union soviétique et l'Allemagne nazie, et les Arméniens polonais ont été, comme les Polonais, les victimes à la fois des deux occupants et des nationalistes ukrainiens. Les Soviétiques ont procédé à des déportations vers l’URSS et à l’exécution de plusieurs prédicateurs arméniens catholiques. Dionizy Kajetanoicz, le dernier administrateur diocésain de l'Archéparchie arménienne catholique de Lwów (en), délivra des certificats de baptême arméniens catholiques aux Juifs, les sauvant (en) de l'Holocauste, et fut arrêté par les occupants allemands en 1943. Les Arméniens polonais furent également victimes des massacres de Polonais en Volhynie et en Galicie orientale, perpétrés par les nationalistes ukrainiens.
Après avoir subi de lourdes pertes pendant la guerre, la communauté arménienne polonaise a subi une deuxième perte dans les règlements d'après-guerre. Les régions de Pologne où se concentraient les Arméniens, comme la Galicie orientale, sont annexées à l'Union soviétique dans le cadre des accords conclus lors de la conférence de Yalta. En conséquence, la communauté arménienne polonaise s'est dispersée dans toute la Pologne. Beaucoup d'entre eux ont été réinstallés dans des villes du nord et de l'ouest de la Pologne telles que Cracovie, Gliwice, Opole, Wrocław, Poznań, Gdańsk et Varsovie.
Pour lutter contre cette dispersion, ils commencèrent à former des associations culturelles arméniennes. Par ailleurs, l'Église catholique inagugure deux paroisses arméniennes catholiques, l'une à Gdańsk et l'autre à Gliwice, tandis que les églises catholiques romaines d'autres villes comme la paroisse Saint Gilles de Cracovie organisent également de temps en temps des services de rite arménien pour la communauté arménienne locale.
Certains Arméniens polonais faisant partie de l'armée d'Anders ont fini comme émigrants en Europe occidentale et plus tard en Australie, aux États-Unis et au Canada — où ils cofondent la paroisse arménienne catholique de Montréal en 1983.
Un certain nombre d'objets culturels arméniens se trouvent encore à l'intérieur des frontières actuelles de la Pologne, en particulier à proximité de Zamość et de Rzeszów. De plus, un certain nombre de Khachkars ont été érigés devant plusieurs églises de Wrocław, Cracovie et Elbląg, comme mémoriaux pour commémorer les victimes du génocide arménien. On ne sait pas si les Polonais-Arméniens étaient des cibles spécifiques de l'Allemagne nazie pendant la Seconde Guerre mondiale.

## Les Arméniens aujourd'hui
La plupart des Arméniens vivant en Pologne aujourd'hui sont issus de l'émigration post-soviétique. Après l'effondrement de l'Union soviétique, des milliers d'Arméniens sont venus en Pologne à la recherche d'une opportunité d'améliorer leur vie. On estime qu'entre 40 000 et 80 000 Arméniens sont arrivés en Pologne dans les années 1990 (beaucoup d'entre eux sont retournés en Arménie ou sont allés plus à l'ouest, mais jusqu'à 10 000 sont restés en Pologne), contre seulement 3 000 à 8 000 environ provenant de ce qu'on appelle « l'ancienne émigration ».
La Fondation pour la culture et le patrimoine des Arméniens polonais a été créée par l'Ordinaire du rite arméno-catholique de Pologne, le cardinal Józef Glemp, primat de Pologne, le 7 avril 2006, pour prendre soin des livres, des peintures et des vestiges religieux arméniens sauvés des églises arméniennes situées dans les anciennes régions orientales de la Pologne capturées par les Soviétiques pendant la Seconde Guerre mondiale.
L'Église catholique de rite arménien, historiquement centrée en Galicie ainsi que dans les régions frontalières orientales de la Pologne, compte désormais trois paroisses ; une à Gdańsk, une à Varsovie et la dernière à Gliwice.
Il existe également en Pologne des écoles qui ont récemment ouvert ou ajouté des cours d'enseignement de la langue et de la culture arméniennes, soit de manière régulière, soit en complément, à Varsovie et à Cracovie.

## Gastronomie
Le kołacz des Arméniens de Kuty et le gandżabur, une soupe traditionnelle des Arméniens de Pologne, ont été désignés aliments traditionnels par le ministère de l'Agriculture et du Développement rural de Pologne (en).